# Laboga
Laboga – polskie przedsiębiorstwo rodzinne wytwarzające wzmacniacze gitarowe, kable instrumentalne oraz kolumny głośnikowe.
Przedsiębiorstwo powstało z inicjatywy Adama Labogi, który początkowo wykonywał wzmacniacze elektroakustyczne na zamówienia jednostkowe. W 1973 roku na zamówienie Achima Rzychonia, gitarzysty grupy Niebiesko-Czarni, wykonał wzmacniacz lampowy 100 W pod nazwą Diamondsound.
Współpraca z Rzychoniem przyczyniła się do rozpoczęcia działalności produkcyjnej. W 1983 roku wytwarzany sprzęt muzyczny posiadał markę Labsound, zyskując nabywców w ZSRR, Czechosłowacji i Polsce. Na początku lat 90. XX wieku przedsiębiorstwo zmieniło nazwę na Laboga. Przedsiębiorstwo było wielokrotnie nagradzane m.in. na Targach Intermedia za: wzmacniacz lampowy 100 W (srebrny medal, 1993), wzmacniacz basowy V-MOS 200 W (złoty medal, 1994) oraz wyróżniony za najlepszy polski produkt w 1997 roku.
Wybrani wykonawcy, którzy używają urządzeń elektronicznych firmy Laboga: Adam Darski, Patryk Sztyber, Piotr Wiwczarek, Erik Rutan, Jan Borysewicz, Tomasz Lipnicki, Lech Janerka, Wacław Kiełtyka, Robert Friedrich, Jerzy Styczyński, Philip Campbell, Andrzej Nowak, Wojciech Waglewski, Raz, Dwa, Trzy, Sebastian Riedel, Wojciech Pilichowski.

## Produkty

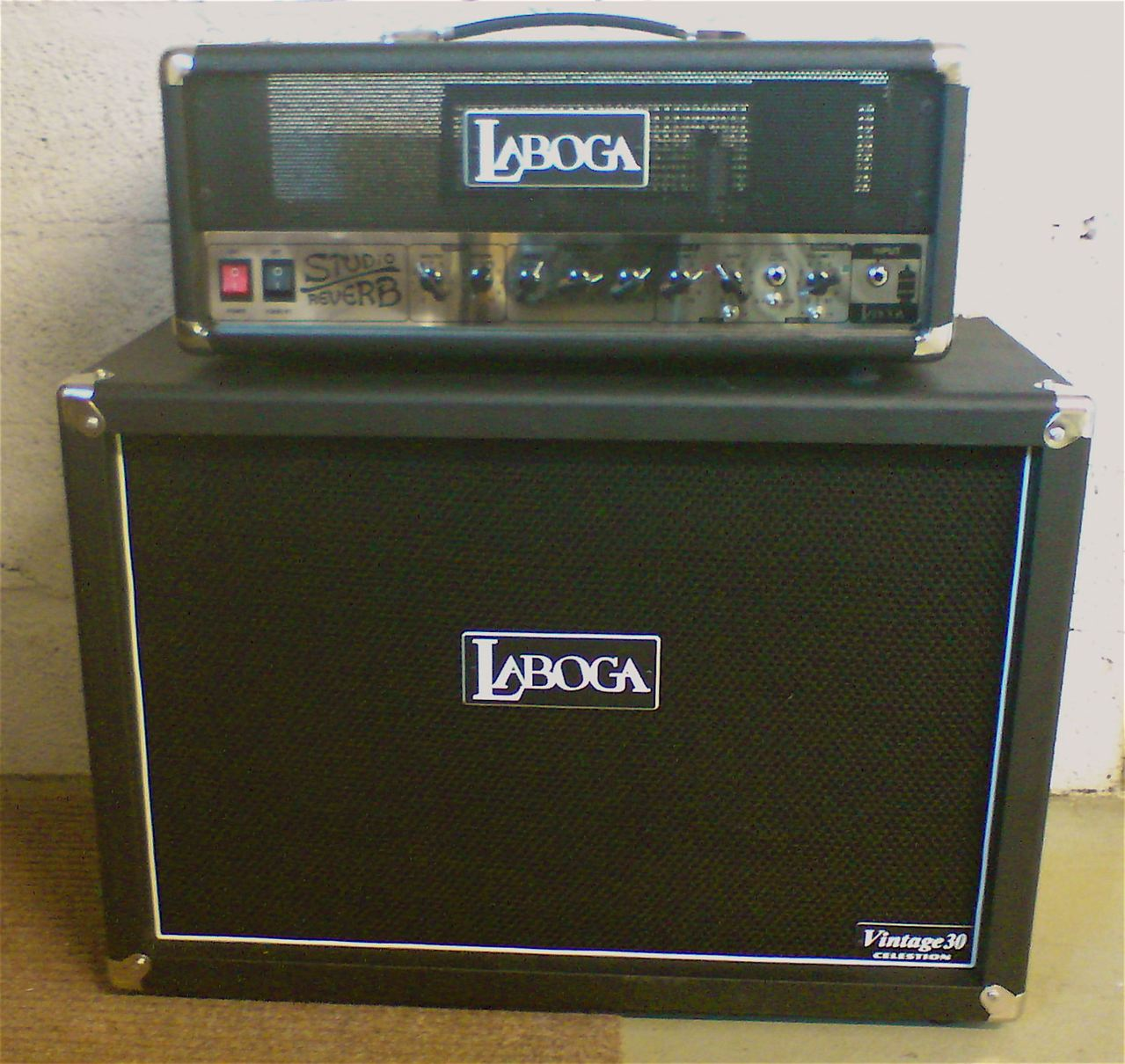
Wzmacniacz Laboga i kolumna głośnikowa Laboga Celestion Vintage 30

| Wzmacniacze - Laboga Mr. Hector Duo Master - Laboga Mr. Hector – Jeff Waters signature series - Laboga AD 5201S single - Laboga AD 5201T twin - Laboga AD 5202S single - Laboga AD 5202T twin - Laboga AD 5200S single - Laboga AD 5200T twin - Laboga AD 5200SA single - Laboga AD 5200TA twin - Laboga AD 5201SA single - Laboga AD 5201TA twin - Laboga AD 5202SA single - Laboga AD 5202TA twin - Laboga High end model 684 - Laboga J.BO Kable gitarowe - Laboga Way of Sound | Kolumny gitarowe - Laboga Celestion Vintage 30 412 A/B - Laboga Celestion Vintage 30 212S - Laboga Celestion Vintage 30 212F - Laboga Celestion Vintage 30 212V - Laboga Mr.Hector – EV + Celestion – 312 - Laboga 212 Mr.Hector - Laboga Alligator Heritage 412AAA / 412BAAA - Laboga Alligator Heritage 212AA - Laboga Alligator Heritage 112AA - Laboga Alligator Vintage 30 112AS - Laboga Alligator Vintage 30 112AT - Laboga Alligator Vintage 30 212AS - Laboga Alligator Vintage 30 212AT - Laboga Alligator Vintage 30 412AS - Laboga Alligator Vintage 30 412AT - Laboga EV Black Label 112 |

Efekty gitarowe